# Arbusteti tropicali bassi delle Hawaii
Gli arbusteti tropicali bassi delle Hawaii sono un'ecoregione dell'ecozona oceaniana, definita dal WWF (codice ecoregione: OC0702), che si estende attraverso le isole delle Hawaii.

## Territorio
Gli arbusteti di pianura delle Hawaii ospitano un'incredibile quantità di piante endemiche diffuse unicamente in questa ecoregione - più del 90%. Gli arbusteti secchi litoranei e di pianura si incontrano lungo le pendici inferiori del versante sottovento delle isole hawaiiane più alte e sull'intera superficie, cime dei monti escluse, di Lanaʻi, Kahoʻolawe e Niʻihau.

## Flora

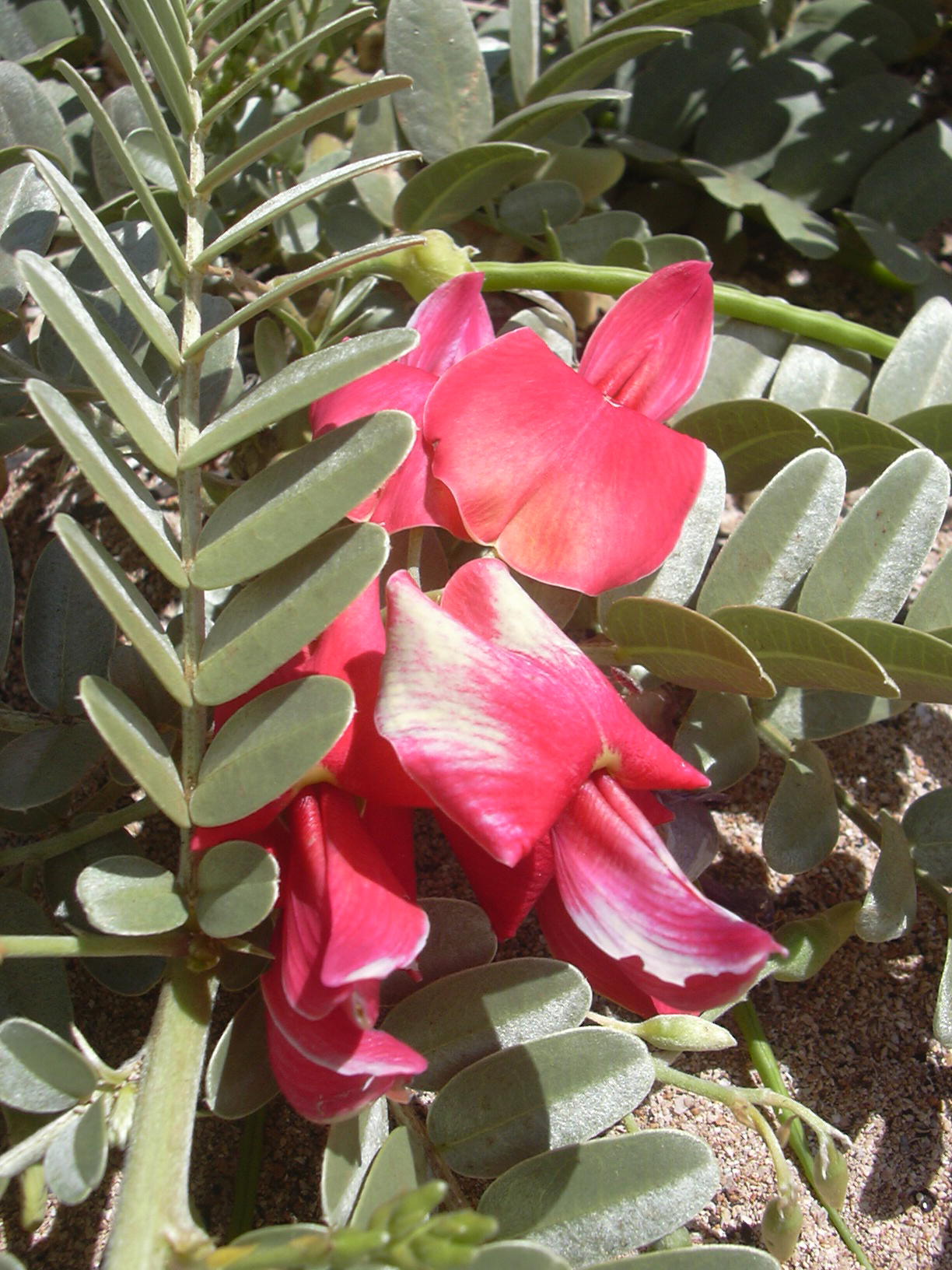
Sesbania tomentosa

La diversità vegetale è elevata, e comprende più di 200 specie. Tra le formazioni vegetali figurano distese erbose di Sporobolus e Lepturus, e arbusteti misti con specie quali l'ʻilima (Sida cordifolia), l'ʻaʻaliʻi (Dodonaea viscosa) e il maʻo (Gossypium hirsutum).

## Fauna
Il curculionide Rhyncogonus giffardi è presente esclusivamente in appena un acro quadrato di arbusteto arido dell'isola di Hawaii. Si nutre sulle piante di ʻaʻaliʻi. Molte piante di questa ecoregione presentano fiori meravigliosi, come quelli di colore arancio brillante dell'ʻohai (Sesbania tomentosa), una leguminosa endemica, o quelli grossi e gialli del maʻo (Gossypium hirsutum). L'emittero Dictyophorodelphax swezeyi ha una testa allungata che somiglia ad una spina. Si nutre della linfa tossica delle euforbie, e si ritiene che il tratto digestivo che si estende in questa parte della testa venga utilizzato per digerire le tossine o immagazzinarle come arma di difesa contro i predatori.

## Conservazione
Più del 90% di questa ecoregione è andato perduto a causa dello sviluppo delle infrastrutture e della vegetazione aliena. Incendi, invasione di piante nocive e  animali inselvatichiti, specialmente capre e cervi, minacciano questa ecoregione. Rimangono solamente piccoli frammenti di habitat naturale intatto. Alcune delle specie di piante più minacciate delle Hawaii vivono proprio in questi arbusteti. Molte specie di arbusti litoranei e di pianura sono già estinte. Molti visitatori delle Hawaii rischiano di non vedere alcuna pianta nativa delle isole a causa delle interferenze apportate dall'uomo agli habitat naturali.